# Стефан Славчев
Стефан Стефанов Славчев е български офицер (генерал-майор).

## Биография
Стефан Славчев е роден на 7 декември 1869 г. в Търново. През 1889 завършва Военното училище в София, като на 18 май е произведен в чин подпоручик. На 2 август 1892 г. е произведен в чин поручик. През 1896 г. завършва артилерийската инженерна апликационна школа в Торино, Италия. През 1899 г. е произведен в чин капитан. Служи в 5-и артилерийски полк, Военното училище и в Софийския крепостен батальон.

### Първа световна война (1915 – 1918)
В началото на участието на България в Първата световна война (1915 – 1918) полковник Славчев е командир на тежката артилерийска бригада в 1–ва армия, която взема участие в Нишката операция (14 октомври – 9 ноември 1915). На 15 ноември същата година е назначен за началник на артилерията в Щаба на Действащата армия, като на 15 август 1917 г. е произведен в чин генерал-майор. След края на войната на 12 октомври 1918 г. генерал Славчев е назначен за помощник на инспектора на артилерията. За участието си в Първата световна война е награден с Военен орден „За храброст“ IV степен 1 клас, Княжеский орден „Свети Александър“ III степен и няколко чуждестранни ордена. На 19 август 1919 г. е уволнен от армията и зачислен в запаса.
Генерал-майор Стефан Славчев умира на 30 юни 1965 г. в София.

## Военни звания
- Подпоручик (18 май 1889)
- Поручик (2 август 1892)
- Капитан (1899)
- Майор
- Подполковник
- Полковник (1 април 1914)
- Генерал-майор (15 август 1917)

## Награди
- Орден „За заслуга“ на обикновена лента (1901)
- Народен орден „За военна заслуга“ V степен с корона (1909)
- Военен орден „За храброст“ IV степен 2 клас (1913)
- Княжески орден „Свети Александър“ IV степен с мечове по средата
- Военен орден „За храброст“ IV степен 1 клас (Първа световна война)
- Княжески орден „Свети Александър“ III степен (Първа световна война)
- Народен орден „За гражданска заслуга“ III степен